# Victor Fris
Victorius Emilius Petrus Maria Fris, né le 10 janvier 1843 à Malines et mort le 11 juin 1913 à Bad Kissingen, est un homme politique belge catholique.

## Biographie
Fris fut avocat au barreau de Malines (1865-1913), juge de paix suppléant (1871-1888) et administrateur de sociétés.
Il fut conseiller provincial de la province d'Anvers (1878-84), député de l'arrondissement de Malines (1884-1900) et sénateur provincial de la province d'Anvers (1900-mort).
Il fut décoré de la Croix civile (or-1re classe) d'ancienneté de service ; il fut créé commandeur de l'ordre de Léopold, officier de la Légion d'honneur, commandeur avec plaque de l'ordre de Pie IX et chevalier de l'ordre de Saint-Grégoire-le-Grand.

## Distinctions
- Chevalier de l'ordre de Saint-Grégoire-le-Grand
- Officier de la Légion d'honneur
- Commandeur de l'ordre de Pie IX

## Généalogie
- Il est le fils de Jean Fris, échevin et conseiller provincial (1808-1871) et de Constance Van Deuren (1817-1901).
- Il épousa en 1866 Estelle Conard (1841-1900).

## Sources
- Bio sur ODIS